# Joan Vilà i Bosch
Joan Vilà i Bosch (Cardedeu, 26 d'abril de 1954) fou un futbolista català de la dècada de 1970 i entrenador.

## Trajectòria
Va començar jugant a l'escola La Salle de Manlleu i al futbol base del FC Cardedeu, abans d'incorporar-se al Futbol Club Barcelona el 1970, en edat juvenil. Després de passar pel FC Barcelona Amateur, va ser cedit al FC Calella de la Tercera Divisió (1974/75), i va tornar a jugar al FC Barcelona Atlètic, amb el qual disputà dues campanyes a Segona Divisió (1975-1977).
Inicià la temporada 1977/78 amb el filial, però a causa de les múltiples baixes del primer equip, el tècnic Rinus Michels l'ascendí i va debutar oficialment amb el FC Barcelona el 26 de febrer de 1978, en un partit de primera divisió contra el Racing de Santander. Aquesta temporada, l'equip va guanyar la Copa del Rei, que Vilà no va poder disputar per haver jugat anteriorment aquesta edició amb l'equip filial. La campanya 1978/79, en què els barcelonistes guanyaren la Recopa d'Europa, Vilà va tenir un paper testimonial, jugant només dos partits, tots dos de lliga.
La temporada 1979/80 se'n va anar cedit a l'AD Almería de la primera divisió, on tampoc va gaudir de continuïtat. A la seva tornada a Barcelona, va ser descartat per l'entrenador, László Kubala, i es va declarar transferible. Va haver d'entrenar al marge del primer equip diversos mesos, juntament amb altres quatre companys també apartats, fins que finalment va acceptar una cessió al CE Sabadell, de Segona Divisió, per al resta de la temporada 1980/81. La temporada següent es desvinculà del FC Barcelona. Finalitzà la seva carrera a l'EC Granollers.
Joan Vilà va compaginar els seus últims anys com a jugador amb els seus primers passos com a entrenador, al futbol base del FC Cardedeu i del Granollers. El 1987 va començar a entrenar als equips inferiors del FC Barcelona. És considerat el descobridor i mentor de futbolistes com Xavi Hernández. El 1997 va assumir les regnes del FC Barcelona C, amb el qual va ser campió de Tercera Divisió la temporada 1997/98 i va disputar, sense èxit, dues promocions d'ascens a Segona Divisió B.
L'estiu de 2001, després de veure frustrades les seves aspiracions de dirigir el FC Barcelona B, va optar per rescindir el seu contracte amb el club i fitxar pel CE Mataró, per entrenar el primer equip i dirigir el futbol base. En el seu primer any va aconseguir la millor classificació històrica del club: una vuitena posició a la Segona Divisió B. Va deixar l'equip després de tres anys, després de perdre la categoria. La temporada 2005/06 va tornar al Granollers, on va compaginar la banqueta del primer equip, a Tercera Divisió, amb la direcció del futbol base. Aquesta etapa va durar un any i finalitzar amb el descens del Granollers a Primera Catalana.
L'any 2009 va ser nomenat director tècnic de la Federació Catalana de Futbol, càrrec que va exercir durant dos anys. L'any 2011 va tornar al FC Barcelona com a director de l'Àrea de Metodologia del club. Ha estat l'autor del manual d'estil de joc i metodologia de treball que regeix tota la base de futbol blaugrana.